# New World ROM
New World ROM computers zijn Macintosh-modellen die geen Macintosh Toolbox ROM-chip op het moederbord gebruiken. Met deze term worden gewoonlijk de latere generaties Power Macs aangeduid.

## Historiek
De New World-architectuur is ontwikkeld voor de Mac NC netwerkcomputer, een geschrapt project dat uiteindelijk wel verschillende sleuteltechnologieën opgeleverd heeft voor de eerste generatie iMac.
Alle Power Macs vanaf de iMac, de iBook, de Power Mac G3 (blauw&wit) en de derde generatie PowerBook G3 zijn New World ROM-machines. Alle eerdere modellen, inclusief de Beige Power Mac G3 en alle andere beige en platina Macs, zijn Old World ROM-machines. Op Intel gebaseerde Macs zijn niet in staat Mac OS 9 te draaien, noch elke versie van Mac OS X voorafgaand aan Tiger. Op deze machines wordt EFI gebruikt in plaats van Open Firmware, waarop zowel New World- als Old World-machines zijn gebaseerd.
Omdat Mac OS X de Toolbox niet nodig had, kon de ROM-grootte drastisch gereduceerd worden en werd het gebruik van flashgeheugen voor systeemfirmware mogelijk gemaakt ter vervanging van de duurdere en minder flexibele Mask ROM die in de meeste eerdere Macs gebruikt werd. Het was echter wel mogelijk om de Toolbox te laden vanaf de opstartschijf, waardoor het gebruik van Mac OS 8 en Mac OS 9 mogelijk werd op New World-machines.

## Functionaliteit
New World ROM Macs zijn de eerste Macs waar direct gebruik van het Open Firmware subsysteem aangemoedigd werd. Eerdere PCI-gebaseerde "beige" Power Macs gebruikten Open Firmware om op te starten, maar de implementatie was niet compleet: in deze machines werd Open Firmware alleen gebruikt om PCI-apparaten te detecteren en vervolgens onmiddellijk de controle over te dragen aan de Toolbox ROM. Hierdoor hadden versies 1.0.5 en 2.x verschillende ernstige bugs, evenals ontbrekende functionaliteit zoals het kunnen laden van bestanden vanaf een HFS-partitie of een TFTP-server.

Het "Happy Mac"-pictogram

De New World ROM introduceerde de sterk verbeterde versie 3.0 van Open Firmware, die veel ontbrekende functies toevoegde, de meeste bugs uit eerdere versies repareerde en de mogelijkheid had om CHRP-opstartscripts uit te voeren. De Toolbox ROM was ingebed in een CHRP-script in de systeemmap genaamd "Mac OS ROM", samen met een korte laderstub en een kopie van het "Happy Mac"-pictogram dat geschikt is voor weergave vanuit Open Firmware. Nadat de ROM van de schijf was geladen, ging de opstartprocedure van de Mac gewoon door.
Net als voorheen kon Open Firmware een binaire bootloader uitvoeren. Naast ondersteuning voor XCOFF-bestanden uit versies 1.0.5 en 2.0 voegde versie 3.0 ook ondersteuning toe voor ELF-objecten. Rechtstreekse toegang tot de Open Firmware-opdrachtprompt vanaf de console werd officieel ondersteund door vanuit Mac OS de "auto-boot?"-variable in te stellen op "false" of door de toetsencombinatie ⌘ Cmd-⌥ Opt-O-F ingedrukt te houden tijdens het opstarten.
New World ROM Macs zijn eenvoudig te herkennen aan hun ingebouwde USB-poort. Geen enkele Old World ROM Mac had een USB-poort op het moederbord, in plaats daarvan gebruikten ze ADB voor toetsenbord en muis, en mini-DIN-8 seriële poorten voor andere randapparatuur. Ook hebben New World ROM Macs over het algemeen geen ingebouwd diskettestation.

## Andere besturingssystemen
Op een New World ROM-machine is het wat gemakkelijker om een niet-Mac-OS besturingssysteem op te starten. Verschillende andere besturingssystemen, waaronder OpenBSD en Linux, leveren een bootloader die alleen op een New World-machine werkt.